# یوریوتس، اوبلاست ایوانوف
شهر یوریوتس، اوبلاست ایوانوف (به روسی: Юрьевец) در کشور روسیه و در اوبلاست ایوانوف واقع شده‌است.